# Aganope
Aganope es un género de plantas con 11 especies aceptadas perteneciente a la familia Fabaceae.
Algunos autores lo consideran una sinonimia del género Ostryocarpus Hook.f.

## Taxonomía
El género fue descrito por  Friedrich Anton Wilhelm Miquel y publicado en Flora van Nederlandsch Indië 1(1): 151. 1855.

## Especies aceptadas
A continuación se brinda un listado de las especies del género Aganope aceptadas hasta julio de 2014, ordenadas alfabéticamente. Para cada una se indica el nombre binomial seguido del autor, abreviado según las convenciones y usos.	
- Aganope balansae (Gagnep.) P.K.Lôc
- Aganope dinghuensis (P.Y. Chen) T.C. Chen & Pedley
- Aganope gabonica (Baill.) Polhill
- Aganope heptaphylla (L.) Polhill
- Aganope impressa (Dunn) Polhill
- Aganope latifolia (Prain) T.C. Chen & Pedley
- Aganope leucobotrya (Dunn) Polhill
- Aganope lucida (Baker) Polhill
- Aganope polystachya (Benth.) Thoth. & D.N.Das
- Aganope stuhlmannii (Taub.) Adema
- Aganope thyrsiflora (Benth.) Polhill